# Институт истории материальной культуры РАН
Институ́т исто́рии материа́льной культу́ры Российской Академии наук (ИИМК РАН) — государственное научно-исследовательское учреждение в составе РАН. Старейший в России институт, занимающийся археологическими исследованиями, правопреемник петербургской Императорской археологической комиссии.

## История
Институт ведёт свою историю от старейшего государственного археологического учреждения Санкт-Петербурга и России — Императорской археологической комиссии, созданной в 1859 году.
После революции организация называлась Российской государственной археологической комиссией, с 1919 года — Российской Академией истории материальной культуры (РАИМК), а с 1926 года — Государственной Академией истории материальной культуры (ГАИМК) и располагалась в Мраморном дворце.
В 1937 году ГАИМК преобразуется в Институт истории материальной культуры Академии наук СССР, а в 1943 году дирекция института переводится в Москву, с сохранением ленинградского отделения (ЛОИИМК). В 1959 году Институт истории материальной культуры переименовывается в Институт археологии АН СССР.
В 1991 году ленинградское отделение (ЛОИА) АН СССР реорганизуется в самостоятельное археологическое учреждение — Институт истории материальной культуры РАН.
В советское время важный вклад в археологию внесли такие личности как С. Н. Замятнин, П. П. Ефименко, А. Н. Рогачёв, С. А. Семёнов, А. Ю. Якубовский, А. М. Беленицкий, М. П. Грязнов, С. И. Руденко, 
И. И. Ляпушкин, В. И. Равдоникас, М. К. Каргер,  П. А. Раппопорт, А. Л. Якобсон, П. И. Борисковский и др.
Позже их работу продолжили российские археологи: З. А. Абрамова, Н. К. Анисюткин, С. Н. Астахов, С. В. Белецкий, Э. Б. Вадецкая, С. А. Васильев, Л. Б. Вишняцкий, В. А. Горончаровский, Г. П. Григорьев, А. Н. Кирпичников, К. К. Марченко, А. Е. Матюхин, Н. Д. Праслов,  Е. А. Рябинин, В. Е. Щелинский и другие.
В институте несколько отделов — славяно-финской археологии, археологии центральной Азии и Кавказа, истории античной культуры, палеолита и центр охранной археологии. Действуют лаборатории: экспериментально-трасологическая и археологической технологии. В институте имеется диссертационный совет. Ежегодно проводятся десятки экспедиций в России и за рубежом.

## Библиотека
Библиотека Института истории материальной культуры Российской академии наук насчитывает более 220 тыс. единиц хранения, начиная с XVIII века по настоящее время. Первоначально фонд библиотеки составляли книги Императорской археологической комиссии – около 25 тыс. томов. После революции 1917 года в библиотеку поступили книги из собраний Русского археологического общества (18 тыс. томов), Русского историко-генеалогического общества (2800 томов), Общества поощрения художеств (3248 томов), а также ряда частных библиотек. В 30-х годах XX века библиотека обладала фондом около 150 тыс. томов.
С 1949 года библиотека располагается в Ново-Михайловском дворце на Дворцовой набережной.

## Издания
«Археологические вести»
С 1992 года по инициативе В. М. Массона издаётся ежегодный научный сборник «Археологические вести». Издание входит в перечень ВАК по группе научных специальностей 07.00.00 «Исторические науки и археология».
В 2000—2019 годах ответственным редактором являлся член-корреспондент РАН Е. Н. Носов.
Основные рубрики: «Актуальные проблемы археологии», «История науки», «Новые открытия и исследования», «Обзоры и рецензии», «Организация науки», «Персоналии» и «Сотрудничество Восток-Запад».
Редакционная коллегия: д.и.н. Н. В. Хвощинская (главный редактор), к.и.н. О. И. Богуславский, В. С. Бочкарёв, д.и.н. С. А. Васильев, М. Ю. Вахтина, д.и.н. Ю. А. Виноградов, член-корр. РАН П. Г. Гайдуков, Т. С. Дорофеева (отв. секретарь), М. Т. Кашуба, А. В. Курбатов, д.и.н. В. А. Лапшин, акад. Н. А. Макаров, акад. В. И. Молодин, д.и.н. Н. И. Платонова, Н. Ю. Смирнов, Л. Г. Шаяхметова.
Другие издания
С 2006 года также издаются «Записки Института истории материальной культуры РАН». Лаборатория археологической технологии ин-та выпускает англоязычный журнал «Radiocarbon and Archaeology» (с 2000). С 2010 года ежегодно публикуется сборник «Бюллетень Института истории материальной культуры РАН (охранная археология)», а с 2019 года издается «Первобытная археология. Журнал междисциплинарных исследований».

#### Книга-альбом
В 2019 году в результате контакта с российскими коллегами Всемирное общество по изучению, сохранению и популяризации культурного наследия Узбекистана при участии при участии председателя попечительского совета  Бахтиера Фазылова, председателя научного совета Эдварда Ртвеладзе, а также председателя правления Всемирного общества и руководителя проекта "Культурное наследие Узбекистана" Фирдавса Абдухаликова  решило подготовить книгу-альбом из серии "Культурное наследие в собраниях мира" "Узбекистан на исторических фотографиях XIX – начала XX в. в собраниях российских архивов" на основе материалов, хранящихся в Российском этнографическом музее Санкт-Петербурга и других российских архивах, в том числе Института истории материальной культуры РАН, Института восточных Рукописей РАН, Музее антропологии и этнографии РАН. В частности в  книге-альбоме представлены фотографии из "Туркестанского альбома", созданного по заказу фон Кауфмана, часть этого альбома хранится в Институте истории материальной культуры РАН. Среди фотографий изображения архитектурных памятников, представителей народов и этнических групп, населявших Туркестан, сцены повседневной жизни в городах и кишлаках. Авторами статей для книги-альбома стали ведущий научный сотрудник Российского этнографического музея, доктор исторических наук Татьяна Емельяненко и Фирдавс Абдухаликов. 

## Руководители

### Институт истории материальной культуры АН СССР
- акад. И. А. Орбели (1937—1939)
- д.и.н. М. И. Артамонов (1939—1943)

### Ленинградское отделение Института истории материальной культуры АН СССР
- д.и.н. М. М. Дьяконов (1943—1944, и. о.)
- член-корр. АН СССР В. И. Равдоникас (1944—1945)
- член-корр. АН СССР П. Н. Третьяков (1945—1946)
- член-корр. АН СССР В. И. Равдоникас (1946—1949)
- акад. А. П. Окладников (1949—1950)
- д.и.н. М. М. Дьяконов (1950—1953)
- акад. Б. Б. Пиотровский (1953—1959)

### Ленинградское отделение Института археологии АН СССР
- акад. Б. Б. Пиотровский (1959—1964)
- д.и.н. М. К. Каргер (1964—1971)
- к.и.н. В. П. Шилов (1972—1975)
- д.и.н. В. П. Любин (1975, и. о.)
- д.и.н. Н. Н. Гурина (1976—1981)
- д.и.н. В. М. Массон (1982—1991)

### Институт истории материальной культуры РАН
- д.и.н. В. М. Массон (1991—1998)
- член-корр. РАН Е. Н. Носов (1998—2015)
- д.и.н. В. А. Лапшин (2015—2021)
- д.и.н. А. В. Поляков (и. о. с 13.08.2021)